# Get Scared
Get Scared是一個來自美國猶他州雷頓的後硬核樂團，成立於2008年。活躍於2008年到2019年。

## 歷史

### 早期：《Best Kind of Mess》和《Built for Blame, Laced With Shame》(2008-2013年)
樂團形成前，尼古拉斯·馬修（Nicholas Matthews）、強尼·布拉德多克（Johnny Braddock）、布萊德雷·艾佛森（Bradley Iverson）和瓦倫·威爾夸克（Warren Wilcock）都在不同的樂團。四人一起組成這個樂團以及發行他們的第一張EP《Cheap Tricks and Theatrics》。一張與樂團同名的EP則在幾個月後的2010年發行。
2011年7月12日，他們發行他們的首張專輯《Best Kind of Mess》，並發行單曲《Setting Yourself Up for Sarcasm》、《If She Only Knew Voodoo Like I Do》與縮短名稱的《Sarcasm》和《Voodoo》。
2011年11月30日，樂團宣布尼古拉斯·馬修要離開樂團。他們說馬修想在他的音樂生涯中追求更多選擇。樂團推遲任何行程的日期，直到另行通知。由於馬修突然離開，樂團缺乏主唱。在同一時間，他們也宣布將舉行主唱試鏡。
樂團與新的主唱於2011年12月28日重新進入錄音室。雖然樂團尚未正式宣布新的歌手是誰，此時則有很多猜測Dear Chandelie的歌手喬爾·法維埃爾（Joel Faviere）代替馬修，由於法維埃爾和Get Scared的一些成員在推特上發布消息，之後官方宣布法維埃爾是新的主唱，樂團還歡迎新的吉他手亞當·維羅斯特科（Adam Virostko）。在2012年11月21日正式宣布維羅斯特科成為永久成員。直到馬修返回樂團，法維埃爾在樂團的時間很短。期間只有發行一張EP《Built for Blame, Laced With Shame》。 

### 《Everyone's Out To Get Me》(2013-2014年)
2013年6月5日，樂團宣布已經確認了他們的第二張專輯將在該年晚些時候發行。6月21日，他們在YouTube發布了一首新歌《At My Worst》。另一首歌曲洩露在推特，公布了新專輯標題《For You》最初認為其是丢失的，它顯示了幾個月後，出現在新專輯。
9月18日，樂團宣布，他們的第二張專輯命名為《Everyone's Out To Get Me》，並且將由Fearless公司發行於11月11日。隨著消息宣布，他們發布了一個簡短的新歌預告《Told Ya So》。 整首歌在9月24發行。
2014年1月1日，Fearless公司宣布他們將在2014年發行專輯。

### 《Demons》,《The Dead Days》和樂團解散(2015-2019年)
樂團在2015年9月3日宣布他們的第三個錄音室專輯《Demons》，以及單曲《Buried Alive》、《Suffer》將於10月2日發行。10月22日，第三首單曲《R.I.P.》在iTunes發行。這張專輯正式發行於2015年10月30日。
樂團在2017年11月與克里斯·克蘭米特進入錄音室，錄製他們的第四張專輯。專輯暫定發行日於2018年，但没有實現。2019年1月9日，吉他手強尼·布拉德多克宣布主唱尼古拉斯·馬修從海洛因毒癮中恢復幾天後， 馬修宣布他已離開樂團。
2019年4月10日，強尼·布拉德多克宣布《The Dead Days》將發行於2019年4月19日。在9月15日，馬修發布了一個解釋的影片。之後，有人在評論區問是否樂團已經解散，馬修說：「不幸的是，這是真的」。之後並說 : 
|  | 「我知道這很令人沮喪，您不知道我接受這事實有多困難。特別是因為我別無選擇。除了強尼，我們其他人都沒有選擇。他已經登入到我們所有的社交媒體、銀行帳戶、電話費和YouTube。從字面上看。這就是為什麼我必須製作一個全新的YouTube才能發布此視頻。這也是他能夠完全控制Get Scared命運的唯一原因，並可以準確地決定哪些粉絲應該聽和不應該聽。然後，他開始使用所有帳戶，將自己的個人推廣設置用作新專輯的個人宣傳環境，而我們中的任何人都沒有發言權或控制權。他所說的關於我的一切，以及Get scared都完全由他自己完成，而無需事先諮詢樂隊中的任何人。他們的動機是他所做的一切。最終，他害怕自己的身份脫離我們，並利用Get Scared的成功來促進他的新個人事業（他曾使用我自己的個人模板來創作一些歌曲），儘管他想表現得不那麼正確，但我和我的樂隊其他成員都可以證明這一點。我一直在給他發短信、打電話給他整整一年了，他拒絕回應。因此，這種概貌仍未涵蓋他已經完成或正在做的其他所有事情。」 |

## 成員

### 最終成員
- 強尼·布拉德多克（Johnny "Johnny B" Braddock） - 主音吉他、伴唱、貝斯(2008–2012)
- 布萊德雷·「洛伊德」·艾佛森（Bradley "Lloyd" Iverson） - 貝斯、伴唱(2008–2019)、節奏吉他(2008–2012)
- 丹·華瑞斯（Dan Juarez） - 鼓、打擊樂器(2009–2019)
- 亞當·維羅斯特科（Adam Virostko） - 節奏吉他(2012–2019)

### 前任成員
- 瓦倫·威爾夸克（Warren Wilcock） - 鼓、打擊樂器(2008)
- 喬爾·法維埃爾（Joel Faviere） - 主唱(2011–2012)
- 尼古拉斯·馬修（Nicholas Matthews） - 主唱(2008-2011, 2012-2019)

## 音樂作品
錄音室專輯
| 年份 | 專輯                     |
| ---- | ------------------------ |
| 2011 | Best Kind of Mess        |
| 2013 | Everyone's Out To Get Me |
| 2015 | Demons                   |
| 2019 | The Dead Days            |

EP
| 年份 | 名稱                                |
| ---- | ----------------------------------- |
| 2009 | Cheap Tricks and Theatrics          |
| 2010 | Get Scared                          |
| 2011 | Cheap Tricks and Theatrics: B-Sides |
| 2012 | Built for Blame, Laced With Shame   |

單曲
| 年份 | 歌名                          |
| 2011 | Sarcasm                       |
| 2011 | Fail                          |
| 2011 | Whore                         |
| 2012 | Cynical Skin                  |
| 2012 | Built for Blame               |
| 2012 | Don't You Dare Forget the Sun |
| 2013 | At My Worst                   |
| 2013 | Told Ya So                    |
| 2013 | Badly Broken                  |
| 2014 | My Own Worst Enemy            |
| 2015 | Buried Alive                  |
| 2015 | Suffer                        |
| 2015 | R.I.P.                        |

MV
| 年份 | 曲目                              |
| 2009 | If Only She Knew Voodoo Like I Do |
| 2001 | Sarcasm                           |
| 2012 | Don't You Dare Forget The Sun     |
| 2013 | Badly Broken                      |
| 2015 | Buried Alive                      |
| 2015 | Suffer                            |
| 2016 | R.I.P.                            |

## 外部連結
- http://getscaredband.com/ （页面存档备份，存于）
- https://getscared.merchnow.com/ （页面存档备份，存于）